# Groó Diana
Groó Diana (Budapest, 1973. szeptember 10. –) magyar filmrendező, forgatókönyvíró.

## Pályája
Anyai ági felmenői Lengyelországban éltek; a VII. kerületben, a Kazinczy utca környékén nőtt fel. Filmjeiben rendszeresen megjelenik a közép-európai zsidóság, mint téma. Származását élete fontos momentumának vallja. „A zsidóság – életem része; a származásom miatt, és mert izgat ez a kultúra, illetve a még meg nem mutatott területe – »ahogy én látom« - perspektíva.”
A Radnóti Gimnázium angol–orosz fakultációjára járt, érettségi után jelentkezett a filmművészetire, de nem vették fel. Egy ideig Szegeden francia szakon, majd 1992-1995 között az ELTE bölcsészkarán francia–hebraisztika szakon tanult. 
1993-tól a Hunnia Filmstúdióban és a Budapest Filmstúdióban volt asszisztens. 1995-2001 között a Színház- és Filmművészeti Egyetem TV és Filmrendező szakán Simó Sándor osztályában szerzett diplomát. 1997-től a Balázs Béla Stúdió tagja. Egykori osztálytársaival, Erdélyi Dániellel, Fazekas Csabával, Fischer Gáborral, Hajdu Szabolccsal, Pálfi Györggyel, Miklauzic Bencével, Török Ferenccel közösen 2004-ben hozták létre a Madzag Filmegyletet, majd később a Madzag TV-t.
1996-ban készítette Trapé címmel a 70 éves egykor SS-tiszt légtornászról, Erwinóról és a vándorcirkuszok életéről szóló dokumentumfilmjét, mely számos fesztiválon indult és több díjat is nyert.
1999-ben a Kazinczy utca című kisjátékfilmje szintén több díjat is nyert, francia, kanadai, dán és finn televíziók is műsorukra tűzték.
A 2001-ben készült Córesz című dokumentumfilm arról szól, mit kezd a holokauszt utáni harmadik nemzedék a származásával, a zsidóságával, húszas, harmincas éveikben járó zsidó fiatalok beszélnek identitásról, keresésről, gyökerekről. A filmet a Duna TV 2002-ben sugározta.
2000 óta készíti a festők művészi világát életre keltett festmények segítségével bemutató, Tarka képzelet című művészettörténeti kísérleti kisjátékfilm-sorozatot, mely Peter Greenaway, Derek Jarman és mások filmjei mellett része lett a haifai egyetemen oktatott tananyagnak, valamint a sorozattal nyitott 2005-ben az Izraeli Modern Művészetek Múzeum Párbeszéd a Klasszikusokkal című kiállítása és 2007-ben a Magyar Nemzeti Galéria a Múzeumok Éjszakáján. A sorozat eddig megjelent utolsó része „A Tarka képzelet – A virágünnep vége – Gulácsy álmai” című kisfilm képzeletbeli utazás 14 festményen keresztül Gulácsy Lajossal Na’Conxypan álom-birodalmába.
2004-ben elkészült első nagyjátékfilmje, a Csoda Krakkóban, részben önéletrajzi ihletésű a lengyel fiú és a magyar lány története. Az Előttem az élet című dokumentumfilm a Pető Intézet felkérésére készült 2006-ban, a cél a Pető-módszer bemutatása volt.
A 41. Magyar Filmszemlén mutatták be Vespa című filmjét, amely egy 12 év körüli roma kisfiúról szól, aki egy csokipapírral nyer egy robogót. A borsodi fiúcska egyedül indul a fővárosba, hogy átvegye nyereményét. A meseszerű road movie a fiú kalandos napját meséli el, amint álmokkal és büszkeséggel telve elindul, hogy a motorral visszatérve, azt megmutathassa a falubélieknek.
2012-ben Groó Diana rendezett egy epizódot "Gaya – Picasso gyermeke" címmel a Hegyek és tengerek között című hatrészes dokumentumfilm-sorozatban, amely a magyarországi diákok előítéletességét vizsgáló szociológiai kutatás részeként készült el.
2013 júliusában díjat nyert a jeruzsálemi nemzetközi filmfesztiválon a világ első rabbinőjéről szóló alkotásával, a Regina című filmmel. A zsűri indoklása alapján „az egyetlen fennmaradt fényképre épített dokumentumfilmben Groó Dianának sikerült a legminimálisabb nyomokból egy kutató kíváncsiságával újra életre keltenie Regina Jonas, a világ első felszentelt nő rabbijának figyelemre méltó személyiségét. Archív felvételek, levéltöredékek, emlékirat-részletek és saját találékonyságának segítségével Groó visszahozta régmúlt szellemét, és ennek révén mindannyiunkat megismertetett egy bátor és teljesen egyedülálló nővel." A film producere George Weisz, az Oscar díjas színésznő, Rachel Weisz édesapja.
Groó 2013-tól "Az ügyvéd" munkacímű filmen dolgozik, mely a tiszaeszlári perben eljáró Eötvös Károly életét fogja bemutatni.

## Filmek, díjak
- 1992: Annuska (rövidfilm)
- 1996: Zsiga bácsi (dokumentumfilm)
- 1996: Trapé (dokumentumfilm)
  - Legjobb ifjúsági dokumentumfilm díja, Mediawave 97
  - Fődíj (ON THE ROAD): V. International Art Film Festival 97, Szlovákia
  - Megosztott dokumentumfilm kategória díj: 29. Magyar Filmszemle, 1998
  - Filmkritikus-díj 2000 (Az év legfiatalabb dokumentumfilmesének díja)
- 1997: Valahonnan valahová (rövidfilm)
- 1997: Ottavio (dokumentumfilm)
  - Fődíj: Motuvum filmfestival, Horvátország, 1997
- 1998: A Kékszemű (TV)
- 1999: Kazinczy utca (kisjátékfilm)
  - Fődíj(On the road): VII. International Art Film Festival 1999
  - Fődíj: I. Nemzetközi ökumenikus filmszemle, Budapest 1999
  - Zsűri különdíj, oklevél: Molodist filmfestival, Kijev, 1999
  - Zsűri oklevél: International Student filmfestival, Bologna, 1999
- 2001: Tarka képzelet – Vityebszk felett – Chagall álmai (kísérleti kisjátékfilm)
  - A 9. Art film fesztivál Szlovákia, 2001
    - Nemzetközi filmklubok szövetségének (FICC) díja
    - A 9. Art film fesztivál igazgatójának Peter Hladik díja

  - Best European Video Award, Eurovideo 2001, Malaga
  - II. díj Nemzetközi Képzőművészeti Filmek Fesztiválja, Szolnok, 2002
  - Fődíj – legjobb kísérleti kisjátékfilm: Fike Filmfestival, Portugália, 2002
- 2001: Córesz (dokumentumfilm)
  - Dialektus Filmszemle zsűrijének elismerő oklevele
- 2003: Tarka képzelet – Renoir álmai (kísérleti kisjátékfilm)
  - 34. Magyar Filmszemle, 2003
    - Legjobb kísérleti film rendezői díja
    - Legjobb kísérleti kisjátékfilm diákzsűri különdíja

  - Legjobb kísérleti film: Antalya International Filmfestival, Törökország, 2003
  - Illyés közalapítvány díja: Alternativ Filmfestival, Marosvásárhely, Románia, 2003
  - Ezüst remi díj: Worldfest, Houston, USA, 2004
- 2004: Tarka képzelet – Flamand közmondások – Bruegel álmai (kísérleti kisjátékfilm)
- 2004: Tarka képzelet – Rousseau álmai (kísérleti kisjátékfilm)
  - Nagydíj: Plovdiv nemzetközi televíziós filmfesztivál, Bulgária, 2004
- 2004: Csoda Krakkóban (nagyjátékfilm)
  - Eureka Euro-Scriptwriting Proof-reading díja, 2001
  - Arany remi díj: Worldfest, Houston, USA, 2005
  - Produceri díj: 36. Magyar filmszemle, 2005
- 2006: Urlicht (rövidfilm)
- 2006: Előttem az élet (dokumentumfilm)
- 2006: Tarka képzelet – A virágünnep vége – Gulácsy álmai (kísérleti kisjátékfilm)
- 2010: Vespa
  - UNICEF különdíj – Terra di Sienna Filmfestival 2010
  - Reflet d'Or Legjobb rendezői díj – Cinema Tous Écrans, Genf, 2010
  - Dialóg Díj – Német Külügyminisztérium díja – Cottbus Filmfestival, 2010
  - Legjobb Film – Los Angeles Hungarian Filmweek, 2010
  - Legjobb eredeti filmzene – 41. Magyar Filmszemle, 2010
  - Színészi különdíj: Tóth Sándor – 41. Magyar Filmszemle, 2010
  - Legjobb fiatal színész díj: Tóth Sándor – Olympia Nemzetközi Ifjúsági Filmfesztivál, 2011
- 2010: Eldorádó (rövidfilm)
- 2012: Gaya – Picasso gyermeke – Hegyek és tengerek között sorozat (dokumentumfilm)
- 2013: Regina
  - Lia van Leer díj "Jewish experience" kategória, Jerusalem Film Festival

## Külső hivatkozások
- Csoda Krakkóban
- Madzag TV
- Groó Diana az Internet Movie Database oldalon (angolul)
- Előttem az élet – film